# Amours décolorées
Pour plus de détails, voir Fiche technique et Distribution.
Amours décolorées est un film français réalisé par Gérard Courant et sorti en 1998.

## Fiche technique
- Titre : Amours décolorées
- Réalisation : Gérard Courant
- Scénario : Gérard Courant
- Photographie : Gérard Courant et Joseph Morder
- Montage : Gérard Courant
- Production : La Fondation Gérard Courant - Les Amis de Cinématon
- Pays de production : France
- Durée : 80 minutes
- Date de sortie :
  - France : 2 février 1998[1]

## Distribution
- Mariola San Martin
- Lou Castel
- Claude Confortès
- Fernando Arrabal
- Marcel Hanoun
- Philippe Sollers
- Jean-Paul Aron
- Félix Guattari
- Sapho
- Gérard Courant
- Erwin Huppert